# Bindaba
 (août 2016).
Si vous disposez d'ouvrages ou d'articles de référence ou si vous connaissez des sites web de qualité traitant du thème abordé ici, merci de compléter l'article en donnant les références utiles à sa vérifiabilité et en les liant à la section « Notes et références ».

Bindaba est le nom d'un village formé de trois autres villages situés côte-à-côte dans le département de Goudomp, région de Sédhiou au Sénégal à la croisée des latitudes 12° 51'460 nord / et 15°85’ 821 Ouest

## Description
Village cosmopolite où cohabitent Mancagnes, Mandingues, Peuls et majoritairement Manjaques, Bindaba, de par sa position géographique à la lisière de la frontière entre le Sénégal et la Guinée-Bissau, est une zone d'échanges transfrontalières.

## Bindaba en reconstruction
Abandonné, un moment, des populations du fait du conflit entre le Mouvement des forces démocratiques de Casamance  et l'Etat du Sénégal, Bindaba est aujourd’hui en reconstruction marquant sa renaissance avec le retour progressif de ses habitants.

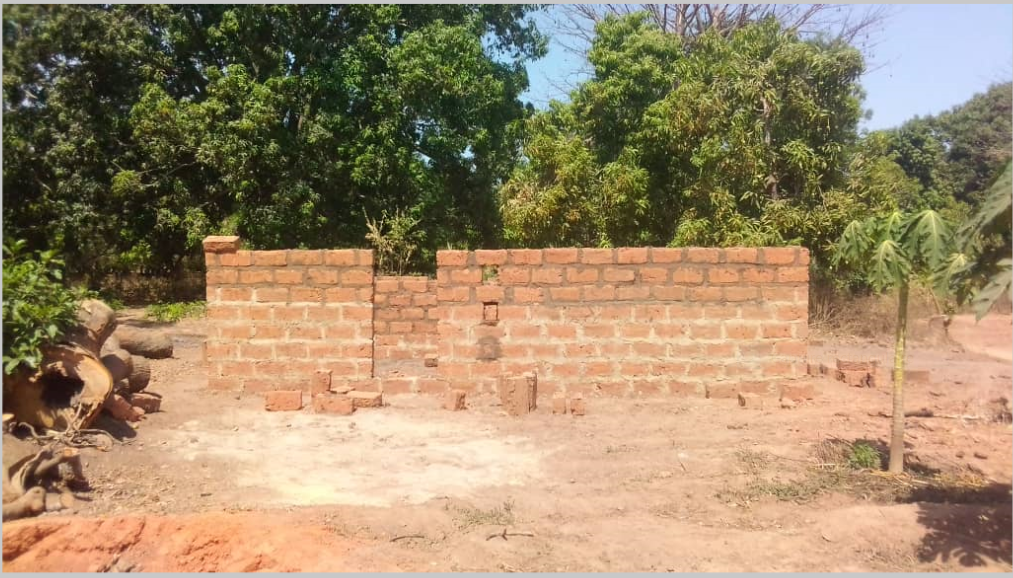
maison en construction

## Activités
L'agriculture et l'élevage restent les principales activités mais ces dernières années l'exploitation des vergers d'anacardiers occupent de plus en plus les populations.

## Littérature
- Bindaba natal, recueil de poèmes de Michel Kamala Namar[1]